# Filipa Cardoso
Filipa Cardoso (Lisboa, a 18 de Abril de 1979) é uma fadista portuguesa.

## Biografia
Filipa Cardoso nasceu em 18 de Abril de 1979 em Lisboa.
Filipa Cardoso, também referenciada como "Gisela Filipa" cresceu no bairro típico de Lisboa "o Alto do Pina", recordando dos seus tempo de criança vozes como a de Fernando Maurício e os sons da guitarra portuguesa.
Com 10 anos, cantou em público pela primeira vez num casamento de uma prima. O dono do restaurante propõe-lhe que cante noutros casamentos e oferece-lhe o primeiro cachet que Filipa recusa, aceitando no entanto o desafio de cantar.
Mais tarde, na festa de aniversário da neta de Raul Silva, Filipa, já com 15 anos, é ouvida nessa tarde pelo violonista que a convida para cantar, nessa mesma noite, na casa típica “Taverna do Embuçado”, onde passou as ser presença diária. Ao mesmo tempo, foi possível durante 8 meses, ouvi-la ainda noutra casa, a “Taverna d´el Rey”, ambas no bairro de Alfama.
Apesar de ser admirada pela sua voz, Filipa tomou consciência que a sua experiência de vida não lhe permitia transmitir com toda a verdade dos poemas que interpretava e fez uma pausa. Uma pausa que durou 10 anos.
Em 2004, marcando o quarto de século e tendo já sido mãe, Filipa acredita que "sem cantar fado a sua vida não fazia sentido" e concorre à Grande Noite do Fado, em Lisboa. Venceu nesta noite, que decorreu no Teatro São Luiz e passou a ser presença notada em casas de fado de referência do país como Arcadas do Faia, Café Luso, Marquês da Sé ou Clube de Fado, tendo ficado como fadista no elenco privativo do Sr. Vinho, da fadista Maria da Fé.
Segue-se também o Teatro de Revista, tendo sido convidada por Mário Raínho e Helder Freire Costa para entrar em Arre Poter qué demais no Teatro Maria Vitória. Seguiram-se ainda, no mesmo espaço do Parque Mayer, as revistas Já Viram Isto?! e A Revista É Liiiiiiinda, tendo esta também passado pelo Porto, pelos palcos do Teatro Sá da Bandeira e também no Maria Vitória.
Em 2005 deve-se assinalar o lançamento, numa edição de autor, do seu primeiro CD, Fragmento do Fado.
No seu palmarés fica ainda registada a eleição, em 2007, como "Rainha da Canção Nacional", uma iniciativa do jornal O Crime, O "Rei" desse ano foi Toy.
Também em 2007, foi mandatária para a juventude da candidatura de Carmona Rodrigues à Câmara Municipal de Lisboa.
Ainda em 2007, participou no Festival RTP da Canção, num dueto com Edmundo Vieira. A canção "Desta Vez" ficou em 6.º lugar, num ano vencido por Sabrina.
Em 2009, foi lançado a 23 de Fevereiro o seu segundo álbum Cumprir Seu Fado, Pela editora Farol. Este trabalho contou com a participação de Argentina Santos no tema "Fado da Herança".
Nos últimos anos, tem vindo a atuar no palco do Teatro Politeama em inúmeros espetáculos, tendo sido aclamada pela sua interpretação como Severa em 2019, e recebido prémios pela mesma. Atualmente, participa em "Revista é Sempre Revista", juntamente com outras presenças frequentes do Politeama.

## Discografia

### Álbuns de estúdio
- 2005 - Fragmento do Fado ()
- 2008 - Cumprir Seu Fado (Farol)